# Constitución de la Nación Argentina
La Constitución de la Nación Argentina, que rige actualmente a la República Argentina, fue aprobada por una asamblea constituyente integrada por representantes de trece provincias, hecha en la ciudad de Santa Fe en el año 1853. El propósito de la Constitución de 1853 fue poner fin al ciclo de las guerras civiles y sentar las bases de la «unión nacional» mediante un régimen republicano y federal. Antes de esta Constitución hubo dos intentos constituyentes en 1819 y 1826, que no prosperaron por carecer de consenso entre las provincias. Con posterioridad otras diez provincias y una ciudad integraron la federación.
El texto ha sido reformado varias veces, estando vigente la redacción resultante de la reforma de 1994. En varias oportunidades el orden constitucional fue dejado sin efecto por golpes de Estado, el último de los cuales impuso una dictadura que se mantuvo en el poder hasta el 10 de diciembre de 1983.
La Constitución consta de un preámbulo y dos partes normativas:
- Primera parte: capítulo primero (Declaraciones, Derechos y Garantías; arts. 1-35) y capítulo segundo (Nuevos Derechos y Garantías; arts. 36-43)
- Segunda parte: Autoridades de la Nación (arts. 44-129).

Asimismo tienen rango constitucional en virtud del art. 75 inciso 22, los siguientes instrumentos internacionales sobre Derechos Humanos —tratados y declaraciones—:
- Declaración Americana de los Derechos y Deberes del Hombre.
- Declaración Universal de Derechos Humanos.
- Convención Americana sobre Derechos Humanos (Pacto de San José de Costa Rica).
- Pacto Internacional de Derechos Económicos, Sociales y Culturales.
- Pacto Internacional de Derechos Civiles y Políticos
- Protocolo Facultativo del Pacto Internacional de Derechos Civiles y Políticos.
- Convención Sobre la Prevención y la Sanción del Delito de Genocidio.
- Convención Internacional sobre la Eliminación de todas las Formas de Discriminación Racial.
- Convención sobre la Eliminación de Todas las Formas de Discriminación contra la Mujer.
- Convención contra la tortura y otros tratos o penas crueles, inhumanas o degradantes.
- Convención sobre los Derechos del Niño.
- Convención Interamericana sobre Desaparición Forzada de Personas (jerarquizada en 1997).[1]
- Convención sobre la Imprescriptibilidad de los Crímenes de Guerra y de los Crímenes de Lesa Humanidad (jerarquizada en 2003).[2]
- Convención Internacional sobre los Derechos de las Personas con Discapacidad (jerarquizada en 2014).[3]
- Convención Interamericana sobre Protección de Derechos Humanos de las Personas Mayores (jerarquizada en 2022).[4]

## Preámbulo

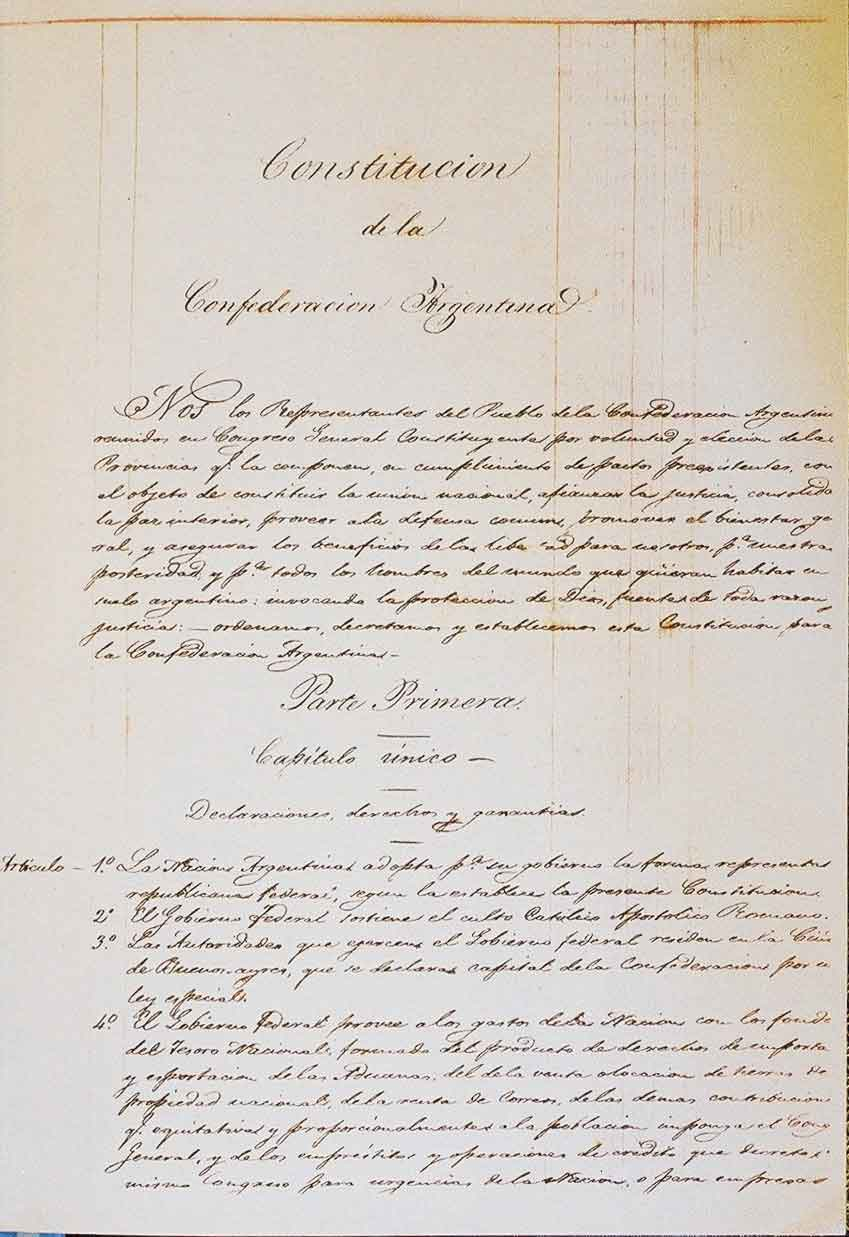
«Nos los Representantes del Pueblo de la Confederación Argentina…»

Actualmente, el preámbulo de la Constitución Argentina es el siguiente:

Nos los representantes del pueblo de la Nación Argentina, reunidos en Congreso General Constituyente por voluntad y elección de las provincias que la componen, en cumplimiento de pactos preexistentes, con el objeto de constituir la unión nacional, afianzar la justicia, consolidar la paz interior, proveer a la defensa común, promover el bienestar general, y asegurar los beneficios de la libertad, para nosotros, para nuestra posteridad, y para todos los hombres del mundo que quieran habitar en el suelo argentino: invocando la protección de Dios, fuente de toda razón y justicia: ordenamos, decretamos y establecemos esta Constitución, para la Nación Argentina.

## Constitución de 1853

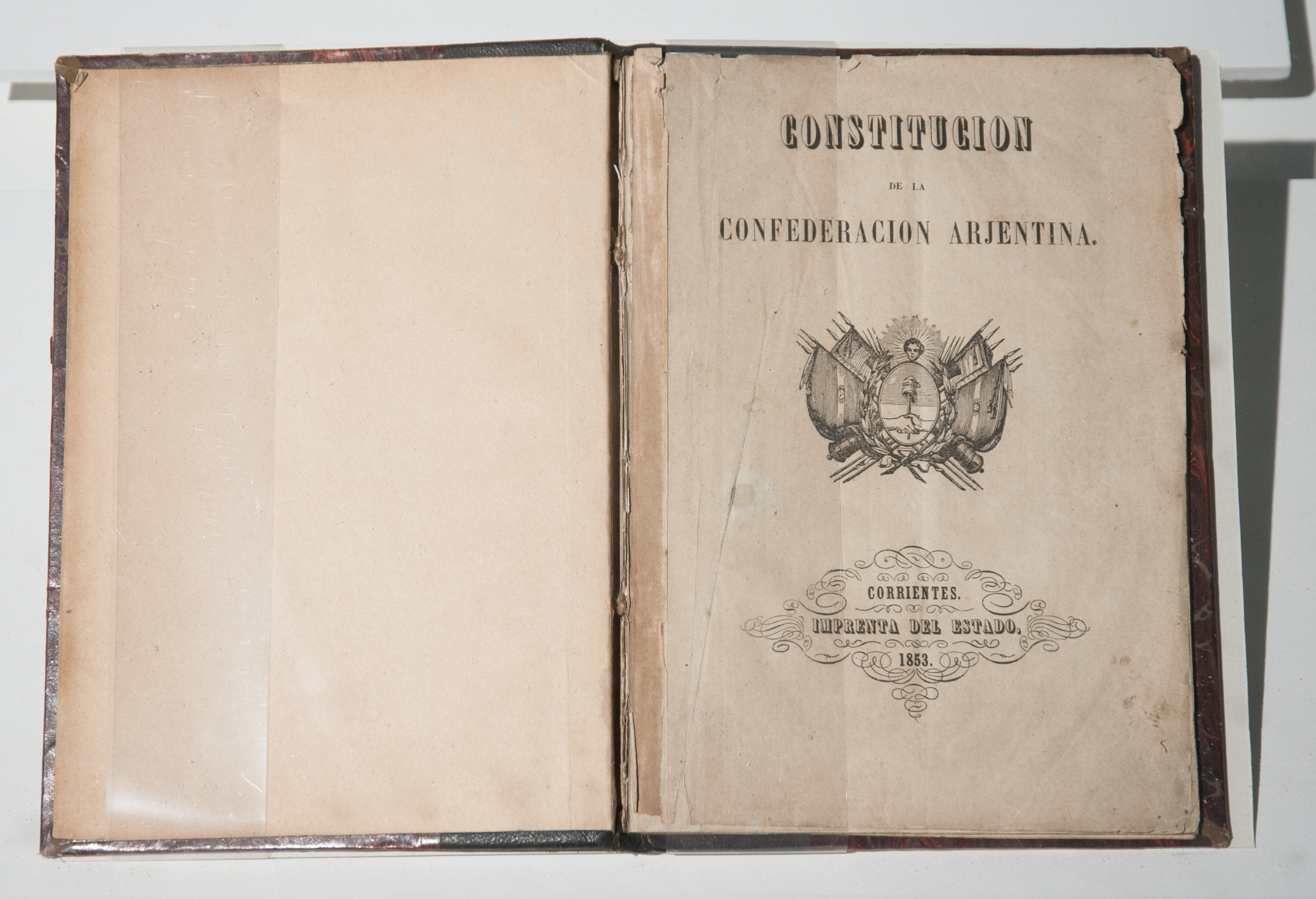
Ejemplar de la Constitución exhibida en el Museo del Bicentenario.

El 31 de mayo de 1852, casi cuatro meses después de la Batalla de Caseros, se firmó el Acuerdo de San Nicolás convocando a un Congreso Constituyente, para organizar el país bajo el sistema federal y designando al vencedor de Caseros, Justo José de Urquiza, como director provisorio de la Confederación y jefe de todas las tropas presentes en el territorio nacional. Las catorce provincias firmaron o adhirieron al Acuerdo de San Nicolás, pero el 11 de septiembre, siguiendo el liderazgo de Bartolomé Mitre, la Provincia de Buenos Aires decidió no ratificarla y se separó de la Confederación. 
La Constitución fue aprobada el 1 de mayo de 1853 en la Ciudad de Santa Fe, capital de la provincia de Santa Fe, bajo el gobierno de Urquiza, rigiendo para las trece provincias que la aprobaron (Catamarca, Córdoba, Corrientes, Entre Ríos, Jujuy, La Rioja, Mendoza, Salta, San Juan, San Luis, Santa Fe, Santiago del Estero y Tucumán). En 1859 y luego del triunfo de la Confederación, en la Batalla de Cepeda, Buenos Aires y la Confederación se reunificarían y a tal efecto se realizó la reforma constitucional de 1860.
Los constituyentes de 1853 trabajaron sobre la base de cuatro fuentes principales:
- El Acuerdo de San Nicolás que ordenaba establecer un régimen federal, sin aduanas internas
- La Constitución de Estados Unidos
- Las constituciones anteriores
- El libro Bases y puntos de partida para la organización política de la República Argentina  de Juan Bautista Alberdi.

La Constitución tenía un preámbulo y dos grandes partes, la primera dedicada a los derechos y garantías y la segunda dedicada a la organización del gobierno. El texto estaba redactado en 107 artículos.
El preámbulo, sin valor normativo, adoptó la fórmula inicial del famoso «nosotros, el pueblo» de la constitución estadounidense pero modificada como «nos, los representantes del pueblo» para subrayar la naturaleza exclusivamente representativa del sistema adoptado. Declara también que la constitución es «para todos los hombres del mundo que quieran habitar en el suelo argentino».
La primera parte (derechos y garantías) fue redactada en 31 artículos. Tratándose de una constitución liberal, contiene los derechos humanos de primera generación: (principio de legalidad, principio de igualdad ante la ley, derecho de propiedad, inviolabilidad del domicilio, libertad de expresión sin censura previa, libertad de circulación, etc.). Adicionalmente contiene normas específicas como la abolición de la esclavitud (art. 15), gratuidad de la educación primaria (art. 5), la igualdad de derechos civiles para ciudadanos y extranjeros (art. 20), el fomento de la inmigración europea (art. 25), la prohibición de toda forma de democracia directa (art. 22), etc.
La segunda parte (gobierno) regula la organización de los tres poderes federales (ejecutivo, legislativo y judicial) y los gobiernos provinciales, según la forma representativa, republicana y federal (federalismo atenuado). Organizó un poder ejecutivo fuerte (presidencialismo), con facultades para intervenir las provincias, declarar el estado de sitio, designar a los jueces, etc. El poder legislativo es bicameral con facultades para sancionar los códigos principales. El poder judicial está organizado sobre la base del juicio por jurados, pero nunca fue cumplido.
La Constitución no establecía el sufragio secreto ni universal, ya que no garantizaba el sufragio femenino, ni el voto a los ciudadanos residentes en los territorios nacionales.

## Reforma de 1860
La reforma constitucional argentina de 1860 fue una reforma de la Constitución de 1853 realizada luego de la Batalla de Cepeda y antes de la Batalla de Pavón, en el contexto de la guerra entre la Confederación Argentina y el Estado de Buenos Aires, que tuvo como consecuencia la adhesión de esta última al texto constitucional de 1853 y su integración de derecho a la República Argentina. La paz entre ambas partes se selló en el Pacto de San José de Flores, en el cual la Provincia de Buenos Aires (que entonces incluía a la actual Ciudad Autónoma de Buenos Aires) se declaró parte de la Confederación Argentina y en el que se estableció que dicha provincia podría proponer reformas a la Constitución Nacional de 1853, que establecía la forma de gobierno federal, para que fueran evaluadas por una Convención Constituyente Ad Hoc. La reforma se hizo sin respetar la prohibición de reformar la Constitución antes de cumplirse diez años de su sanción, requisito establecido en el artículo 30 del texto constitucional de 1853.
La Provincia de Buenos Aires eligió una Convención Provincial Revisora que propuso varias reformas al texto de 1853, la mayoría de las cuales fueron luego aceptadas por la Convención Nacional Constituyente de 1860. Las principales modificaciones fueron la eliminación del artículo que establecía que la Capital Federal sería la ciudad de Buenos Aires, la obligación de que los derechos de importación sean uniformes en todo el país (con el fin de impedir que se promuevan determinadas regiones o puertos), la eliminación por cinco años de los derechos de exportación, la reducción de facultades del gobierno nacional para intervenir provincias, decretar el estado de sitio, someter a juicio político a los gobernadores, diputados y senadores nacionales, o revisar las constituciones provinciales. La reforma también introdujo la prohibición al Congreso nacional de dictar leyes que "restrinjan la libertad de imprenta o establezcan sobre ella la jurisdicción federal", el reconocimiento de los derechos y garantías implícitos derivados del principio republicano y de soberanía del pueblo, y el reconocimiento del principio de "ciudadanía natural" (jus soli). Suprimió también las facultades de la Corte Suprema de la Nación en conflictos entre poderes públicos de una misma provincia, o entre una provincia y sus vecinos.

## Reforma de 1866
La reforma constitucional de 1866 fue una breve pero crucial modificación relacionada con los ingresos del Estado nacional, impulsada por el presidente Bartolomé Mitre al solo efecto de restablecer los impuestos a las exportaciones, llamados también retenciones o derechos de exportación, que habían sido abolidos por la reforma constitucional de 1860, para entrar en vigencia a partir del 1 de enero de 1866. La reforma modificó dos artículos, el artículo 4, para eliminar el vencimiento de 1866, y el artículo 67, inciso primero, para restablecer la facultad de Congreso Nacional para imponerlos. La declaración de la necesidad de reforma por parte del Congreso se aprobó con el voto de más de las dos terceras partes de los miembros presentes, pero menos de las dos terceras partes de los miembros totales.

## Reforma de 1898
Hacia fines del siglo XIX, debido al desarrollo económico y social que se estaba viviendo en Argentina, los políticos argentinos creyeron requerir un aumento del tamaño de Estado, cosa que limitaba la antigua Constitución. En 1897 el Congreso Nacional declaró la necesidad de reforma constitucional, estableciendo las materias y artículos para reformar, la representación asignada a cada provincia (los ciudadanos de los territorios nacionales no tuvieron derecho a elegir ni ser elegidos) y demás requerimientos para conformar la Convención:

Artículo 1.- Declárase necesaria la reforma parcial de la Constitución, en lo relativo al número de habitantes que el Artículo 37 fija como base para la elección de diputados al Congreso Nacional; en la disposición del Artículo 87, relativa al número de Ministros del Poder Ejecutivo; y, en el inciso 1.º del Artículo 67, en cuanto no permite la instalación de aduanas libres en los territorios del sud de la República.

La Convención se instaló en la Ciudad de Buenos Aires el 24 de febrero de 1898, funcionando hasta el 15 de marzo, tratando los tres puntos que el Congreso consideró necesario reformar y aprobando reformas en dos:
- Cambio de la base de elección de diputados. La constitución de 1853 indicaba que se elegiría un diputado cada 20 000 habitantes. El crecimiento poblacional demostró la necesidad de un cambio. El artículo se reformó para que indicara que se elegiría un diputado cada 33.000 habitantes, y que el Congreso pudiera elevar la base de elección de diputados para poder mantener su número en una cantidad razonable (de no haber sido así, de acuerdo con los datos del Censo de Argentina de 2010 la Cámara debería estar formada por 2004 miembros).
- Aumento de los ministerios. La Constitución fijaba en cinco el número de ministerios y deslindaba sus ramos (Relaciones Exteriores, Interior, Justicia e Instrucción Pública, Hacienda, Guerra y Marina). Con la reforma, su número aumentó a ocho y su deslinde se dejó a la legislación.
- Aduanas libres. La Convención rechazó esta posibilidad de reforma.[8]

## Reforma de 1949

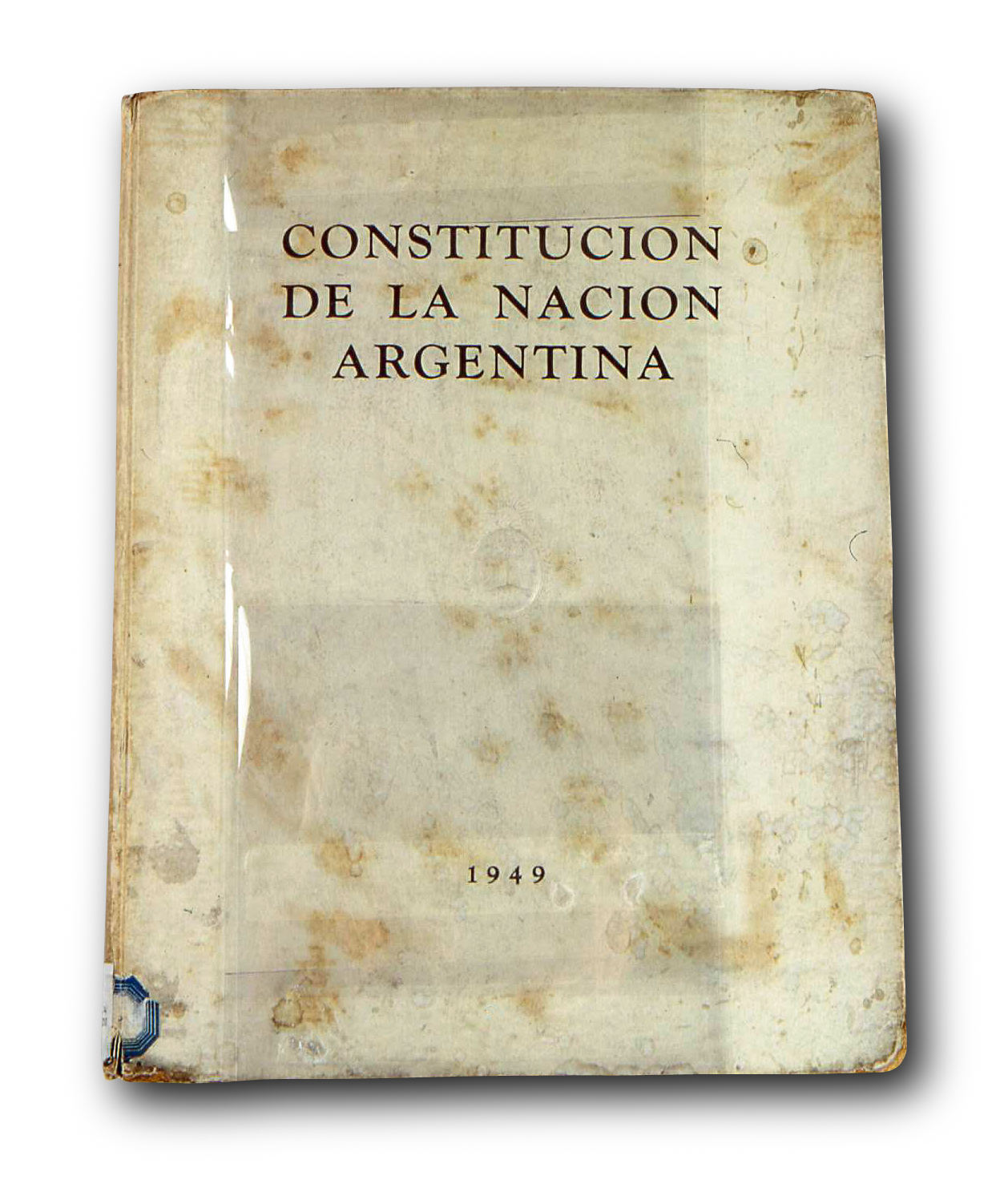
Ejemplar de la Constitución del '49 exhibida en el Museo del Bicentenario.

La necesidad de incorporar nuevos derechos sociales y las nuevas funciones del Estado, siguiendo los lineamientos del constitucionalismo social, fueron los argumentos básicos que motivaron esta reforma. Fue promovida por el gobierno de Juan Domingo Perón. La modificación incorporó en sus artículos los derechos de segunda generación (laborales y sociales), reconoció la igualdad jurídica del hombre y la mujer, incorporó la función social de la propiedad, estableció la autonomía universitaria, los derechos de los niños y la ancianidad, el habeas corpus, facultades de intervención de Estado en la economía, la reelección presidencial indefinida y la elección de los representantes por voto directo, entre otras normas. 
Durante el gobierno de Perón y de Eduardo Lonardi, la Corte Suprema de Justicia, máximo órgano de control de constitucionalidad, aceptó la legitimidad de esta reforma y aplicó sus normas en diversos fallos. Elaboró además una jurisprudencia interpretando orgánicamente los preceptos de la reforma de 1949.
Fue abolida mediante una proclama militar por el dictador Pedro Eugenio Aramburu, a través de una proclama del día 27 de abril de 1956. Los argumentos invocados por la dictadura sostuvieron que todos los actos del gobierno derrocado en 1955, habían sido impuestos por medio de la violencia y que la reforma constitucional no fue el resultado de una «libre discusión».

## Proclama militar de 1956
El 27 de abril de 1956, la dictadura autodenominada «Revolución Libertadora», con la firma del presidente de facto, teniente general Pedro Eugenio Aramburu, el vicepresidente de facto y los ministros, emitió una proclama de carácter constitucional, declarando «vigente la Constitución Nacional sancionada en 1853, con las reformas de 1860, 1866 y 1898, y exclusión de la de 1949», la que a su vez debía subordinarse «a los fines de la Revolución enunciados en las Directivas Básicas del 7 de diciembre de 1955, y a las necesidades de la organización y conservación del Gobierno Provisional».
Entre los derechos y normas constitucionales que quedaron sin efecto por dicha proclama, se cuentan los derechos de los trabajadores, la igualdad de derecho del hombre y la mujer y la patria potestad compartida, los derechos de los niños, los derechos de los ancianos, la autonomía universitaria, el voto directo, la reelección indefinida del presidente, el fin social de la propiedad privada, la gestión estatal de los servicios públicos y el comercio exterior, etc.
Algunos juristas descalificaron la abolición por no cumplir con ninguno de los pasos necesarios para ejercer el poder constituyente, sosteniendo que solo una convención constituyente elegida democráticamente y sin proscripciones podía decidir sobre el texto constitucional. En disconformidad con el acto renunció el juez de la Corte Suprema Jorge Vera Vallejo, designado por la dictadura el año anterior. Otros juristas justificaron la abolición sosteniendo que la convención constituyente de 1949 modificó varios artículos que no estaban incluidos en la declaración de la necesidad de reforma por el Congreso nacional, entre ellas la reelección inmediata del presidente y vice.

## Reforma de 1957
La reforma constitucional de 1957 fue realizada durante la dictadura del general Aramburu. La misma se realizó sin cumplir con el artículo 30 de la Constitución vigente, que exige como paso previo a una reforma, que el Congreso Nacional declare la necesidad de dicha reforma, por una mayoría de dos terceras partes de sus miembros. En su lugar Aramburu dictó el Decreto 3838, declarando la necesidad de reformar la Constitución y convocó a elecciones de convencionales constituyentes para convalidar la derogación de las reformas de 1949 y realizar, finalmente, nuevas reformas constitucionales.
El gobierno militar prohibió que se presentaran candidatos peronistas en las elecciones de convencionales constituyentes, pero sus simpatizantes respondieron votando masivamente en blanco y obteniendo la mayoría, hecho que afectó fuertemente la legitimidad de la Convención Constituyente. Por su parte la Unión Cívica Radical se fragmentó en dos partidos, UCRI (frondizistas) y UCRP (balbinistas), el primero opuesto a la Convención convocada por el gobierno militar y el segundo partidario de la misma.
En vísperas de los comicios de 1957 las cifras de exclusiones arbitrarias en el padrón electoral oscilaba entre los 250.000 y los 700.000 personas. Frondizi admitió que “por lo menos 480.000 excluidos eran peronistas”. Respecto al voto en blanco se señaló: ellos mismos (en el diario Democracia del 30 de julio) cometieron el ´lapsus´ de deslizar la cifra de más de 2.300.000 a favor del voto en blanco. El secretario de Redacción fue automáticamente separado de su cargo como consecuencia de esta filtración. Finalmente, la Convención Constituyente fue elegida en elecciones no libres, rechazada por el voto en blanco de un amplio sector de la ciudadanía y cuestionada en su legitimidad por diversos sectores, disolviéndose por falta de quorum sin haber finalizado su agenda de trabajo. Su labor se limitó a convalidar la decisión del gobierno militar de anular todas las normas constitucionales incluidas en 1949, entre ellas normas de gran importancia, como la igualdad jurídica de los hombres y las mujeres, la autonomía universitaria, los derechos de la familia, los derechos de la ancianidad, el voto directo, etc. Inmediatamente después los convencionales comenzaron a retirarse sin tratar otras reformas. Mientras los representantes se retiraban, una parte logró sancionar el artículo 14 bis, referido a algunos derechos del trabajo. Luego de ello ya no fue posible lograr una nueva sesión con cuórum.

## Estatuto de la Revolución Argentina de 1966
El 28 de junio de 1966, mediante un golpe de Estado, asumió el poder una junta militar que se autodenominó Revolución Argentina y dictó un Estatuto de la Revolución Argentina integrado por 10 artículos que tenía preeminencia sobre la Constitución Nacional de 1853, con las reformas de 1860, 1866, 1898 y 1957, que permaneció vigente, aunque sin el carácter de norma suprema. El Estatuto de la Revolución Argentina quedó de hecho sin efecto el 25 de mayo de 1973, al asumir las autoridades democráticas con la presidencia de Héctor José Cámpora.

## Estatuto Fundamental Temporario de 1972
El 24 de agosto de 1972, la Junta de Comandantes que gobernaba la dictadura autodenominada Revolución Argentina dictó un “Estatuto Fundamental” de cinco artículos, manifestando explícitamente que se hacía en “ejercicio del poder constituyente”, que incluía una serie de considerandos y reformó quince artículos de la Constitución (texto de acuerdo a la reforma de 1957), al mismo tiempo que declaró inaplicables otros cuatro artículos.
Entre otras reformas constitucionales se estableció:
- en la elección presidencial la fórmula ganadora debe obtener la mayoría absoluta de los votos válidos emitidos. El Estatuto no establece qué debe hacerse en caso de que ninguna fórmula llegare a ese mínimo, derivando la decisión a una ley. La Ley N.º 19.862 sancionada por el dictador Alejandro Agustín Lanusse, reglamentó la elección presidencial y de senadores, estableciendo el balotaje.
- reducción del mandato del presidente, vicepresidente y senadores a cuatro años;
- reelección del presidente por una vez;
- reelección indefinida de diputados y senadores;
- elección directa de presidente, vicepresidente, diputados y senadores;
- la creación del cargo de tercer senador por la minoría;
- la simultaneidad de las elecciones para cargos nacionales;
- la reducción del cuórum para sesionar;
- un mecanismo de aprobación automática de proyectos de ley presentados por el Poder Ejecutivo si no es tratado en un plazo determinado;
- un mecanismo de aprobación de leyes directamente por las comisiones internas de las Cámaras;
- un organismo especial para realizar el juicio político a los jueces, integrado por miembros del Poder Judicial, del Poder Legislativo y de los abogados.

En las elecciones de septiembre del mismo año, Juan Domingo Perón obtuvo la mayoría absoluta de los votos, al superar el 62% de los votos, razón por la cual no se activó la norma supletoria del balotaje.
El Estatuto rigió las elecciones de marzo y septiembre de 1973. La institucionalidad política entre 1973 y 1976 se rigió por el marco constitucional establecido por el Estatuto: unificación de todos los mandatos en cuatro años sin renovación bienal de los diputados, y tres senadores por provincia.
El artículo 4 del Estatuto establecía un esquema de caducidad de las reformas introducidas por el mismo:

Artículo 4.- Este Estatuto regirá hasta el 24 de mayo de 1977. Si una Convención Constituyente no decidiere acerca de la incorporación definitiva al texto constitucional, o su derogación total o parcial, antes del 25 de agosto de 1976, su vigencia quedará prorrogada hasta el 24 de mayo de 1981.

Ninguna Convención Constituyente se reunió antes del 25 de agosto de 1976. En la doctrina y la historiografía constitucional argentina se discute cuál fue la vigencia exacta del Estatuto Fundamental de 1972, sin que haya dudas de que el mismo no pudo regir más allá del 24 de mayo de 1981. Sin perjuicio de ello, la mayor parte de sus normas fueron incorporadas a la Constitución por la reforma constitucional de 1994.

## Segunda vuelta electoral
El 3 de octubre de 1972, el dictador Alejandro Agustín Lanusse sancionó la Ley N.º 19.862 estableciendo el sistema electoral nacional y dos regímenes de balotaje según se tratara de la elección presidencial o la de senadores.
Para la elección del presidente y vicepresidente, la Ley N.º 19.862 estableció que, en caso de que ningún candidato alcanzara la mayoría absoluta de los votos válidos debía procederse a una segunda vuelta electoral con las siguientes características:
- Si las dos fórmulas más votadas hubieran sumado juntas las dos terceras partes (66,66%) de los votos válidos, la segunda vuelta debía realizarse entre las dos fórmulas, sin otra condición;
- Si las dos fórmulas más votadas no hubieran sumado juntas las dos terceras partes (66,66%) de los votos válidos, el sistema admitía que las dos coaliciones más votadas, pudieran cambiar el candidato a vicepresidente, para incluir en su lugar a cualquier de los candidatos a presidente o vicepresidente de las terceras fuerzas que hubieran sacado más del 15%;
- El régimen también permitía que los dos partidos más votados, combinaran sus fórmulas presidenciales, con el candidato a presidente de uno y el candidato a presidente o vicepresidente del otro. En este caso, el balotaje debía realizarse con la tercera fuerza que hubiera alcanzado el 15%, la que a su vez también podría integrar sus fórmula con candidatos presentados por otras fuerzas que superaran el 15%.[24]

Para la elección de senadores se estableció un sistema de balotaje, en caso de que ningún candidato obtuviera mayoría absoluta, entre las dos listas más votadas.
El régimen de balotaje presidencial estuvo vigente en las elecciones de marzo y septiembre de 1973. En las elecciones de marzo Héctor J. Cámpora fue el candidato más votado, llegando al 49,56%, pero no alcanzó la mayoría absoluta que impuso la dictadura. El segundo candidato más votado por Ricardo Balbín (21,29%). La suma de los votos de ambos candidatos sumados fue del 70,85%, superando así los dos tercios que contemplaba la ley. Debía realizarse entonces una segunda vuelta para optar por Cámpora-Solano Lima, o Balbín-Gamond, sin posibilidad de que ambas fuerzas pudieran combinar sus fórmulas. Pero Balbín renunció a presentarse en la segunda vuelta y el gobierno consagró a Cámpora como presidente de la Nación.
- Wikisource contiene obras originales de o sobre Estatuto Fundamental Temporario de 1972.

## Instrumentos constitucionales del Proceso de Reorganización Nacional de 1976
El 24 de marzo de 1976, mediante un golpe de Estado, asumió el poder una dictadura militar que se autodenominó Proceso de Reorganización Nacional. «En ejercicio del poder constituyente» la Junta de Comandantes impuso una serie de «principios liminares», «objetivos básicos», actas y estatutos «para la Reorganización Nacional», al que deberían someterse todas las otras leyes incluida la Constitución vigente, en lo que pudiera resultar aplicable aún. Cuatro fueron las normas supraconstitucionales establecidas:
La junta militar dictó una serie de instrumentos normativos de tipo constitucional, a saber:
- Acta para la Reorganización Nacional, del 24 de marzo de 1976;
- Acta fijando el Propósito y los Objetivos Básicos del Proceso de Reorganización Nacional, del 24 de marzo de 1976;
- Estatuto para la Reorganización Nacional, integrado por 14 artículos, publicado el 29 de marzo de 1976;
- Reglamento para el funcionamiento de la Junta Militar, Poder Ejecutivo y Comisión de Asesoramiento Legislativo, aprobado por la denominada "ley" 21.256, realizada el 24-03-1976 y publicada el 26 de marzo del mismo año.

La Constitución de 1853, con las reformas de 1860, 1866, 1898, 1957 y el estatuto temporario de 1972, quedó formalmente vigente, pero subordinada a esos cuatro instrumentos supralegales. De todos estos instrumentos, el propio poder militar consideró que tenían jerarquía suprema «los objetivos básicos del Proceso» (art. 14, Estatuto del Proceso de Reorganización Nacional).
Los instrumentos constitucionales del Proceso de Reorganización Nacional quedaron de hecho sin efecto el 10 de diciembre de 1983, al asumir las autoridades democráticas con la presidencia de Raúl Alfonsín.

## Reforma de 1994
La reforma de la Constitución de la Nación Argentina de 1994 es una importante modificación realizada al texto constitucional. Definió al mismo, sobre cuya legitimidad plena no existía consenso y le otorgó rango constitucional a los principales tratados de derechos humanos. 
La reforma se concretó a partir de un pacto entre peronistas y radicales (Pacto de Olivos), que por entonces eran los dos partidos mayoritarios del país, en el que ambos partidos acordaron un "Núcleo de Coincidencias Básicas" para incluir en la Constitución, que debió ser votado "en bloque" por la Convención, sin poder realizar agregados ni quitas. 
Entre otros cambios, introdujo los derechos de tercera y cuarta generación, normas para defensa de la democracia y la constitucionalidad, las características de los órganos de gobierno, y nuevos órganos de control. La Convención Constituyente se celebró en las ciudades de Santa Fe (sede tradicional de las convenciones constituyentes) y de Paraná (primera capital de la Confederación).
Esta reforma constitucional abarca 44 artículos y tiene 17 disposiciones transitorias, estableciendo entre otras normas: el reconocimiento de los derechos de protección ambientales, del consumidor, a la información, la acción constitucional de amparo simple y colectivo, los delitos contra la constitución y la democracia, la preeminencia de los tratados internacionales, el voto directo y la reelección presidencial por una vez y acortamiento del mandato de 6 a 4 años, la reglamentación de los decretos por razones de necesidad y urgencia, el tercer senador por la minoría, el Consejo de la Magistratura, la posibilidad de traslado de la Capital de la República, la autonomía a la Ciudad de Buenos Aires, etc. También estableció el sistema de balotaje, una segunda vuelta electoral en la elección presidencial en caso de que ningún candidato obtuviese más del 45 % de los votos válidos emitidos o sacando un mínimo de 40 % superase al segundo por más del 10 %. Entre las disposiciones transitorias se destaca la primera, que ratifica la legítima e imprescriptible soberanía argentina sobre las islas Malvinas, Georgias del Sur y Sandwich del Sur y los espacios marítimos e insulares correspondientes.

## Tratados con jerarquía constitucional
La reforma constitucional de 1994 estableció (art. 75 inciso 22) que once normas internacionales (tratados y declaraciones) tenían a partir de entonces rango constitucional:
- Declaración Americana de los Derechos y Deberes del Hombre.
- Declaración Universal de Derechos Humanos.
- Convención Americana sobre Derechos Humanos (Pacto de San José de Costa Rica).
- Pacto Internacional de Derechos Económicos, Sociales y Culturales.
- Pacto Internacional de Derechos Civiles y Políticos
- Protocolo Facultativo del Pacto Internacional de Derechos Civiles y Políticos.
- Convención Sobre la Prevención y la Sanción del Delito de Genocidio.
- Convención Internacional sobre la Eliminación de todas las Formas de Discriminación Racial.
- Convención sobre la Eliminación de Todas las Formas de Discriminación contra la Mujer.
- Convención contra la tortura y otros tratos o penas crueles, inhumanas o degradantes.
- Convención sobre los Derechos del Niño.

La reforma de 1994 estableció también que el Congreso de la Nación podía dotar de jerarquía constitucional otros tratados y convenciones sobre derechos humanos, si los mismos fueran aprobados por el voto de las dos terceras partes de la totalidad de los miembros de cada Cámara. En virtud de esta facultad, nuevos tratados adquirieron jerarquía constitucional:
- En 1997, la Convención Interamericana sobre Desaparición Forzada de Personas.[1]
- En 2003, la Convención sobre la Imprescriptibilidad de los Crímenes de Guerra y de los Crímenes de Lesa Humanidad.[2]
- En 2014, la Convención Internacional sobre los Derechos de las Personas con Discapacidad.[3]
- En 2022, la Convención Interamericana sobre Protección de Derechos Humanos de las Personas Mayores.[4]